# Милк (филм)
Милк (енгл. Milk) је америчка биографска драма из 2008. године. Шон Пен је за улогу Харвија Милка награђен Оскаром за најбољег главног глумца.

## О филму
Милк је драма о првом човеку који је изабран на место супервизора неког града у САД, а да се притом јавно декларисао као геј. Радња филма почиње седамдесетих година, када се Милк из Њујорка сели у Сан Франциско, где почиње своју политичку каријеру. Иако је био веома популаран и цењен због својих ораторских способности, три пута се безуспешно кандидовао за јавну функцију. Победио је на изборима тек 1977. године, а годину дана касније, убио га је Ден Вајт, други градски супервизор и члан Демократске странке САД. Осим што веродостојно приказује последње године живота Харвија Милка и његов нагли успон у политичком друштву, филм се бави и његовим љубавним животом: краткотрајном авантуром са Џеком Лиријем, али и неоствареном љубављу са Скотом Смитом.

## Улоге
| Глумац           | Улога              |
| ---------------- | ------------------ |
| Шон Пен          | Харви Милк         |
| Џејмс Франко     | Скот Смит          |
| Емил Херш        | Клив Џонс          |
| Џош Бролин       | Ден Вајт           |
| Алисон Пил       | Ен Кроненберг      |
| Дијего Луна      | Џек                |
| Виктор Гарбер    | Џорџ Москоне       |
| Денис О'Хер      | Џон Бригс          |
| Џеф Кунс         | Арт Агнос          |
| Бојд Холбрук     | Дентон Смит        |
| Дејв Франко      | Телефонско дрво #5 |
| Брент Кориган    | Телефонско дрво #3 |
| Дастин Ленс Блек | Кастро клон        |

## Пријем
Филм је био номинован за осам Оскара, између осталих и за Оскар за најбољи филм и Оскар за најбољег режисера. Шон Пен је за своју изведбу награђен другим у каријери Оскаром за најбољег главног глумца, као и Наградом Удружења филмских глумаца.
На српској премијери филма пројекција је на тренутак прекинута када су представници Геј-стрејт алијансе изашли пред платно, протестујући што им руководство Сава центра није дозволило конфернецију за новинаре.